# Dracontomelon costatum
Dracontomelon costatum är en sumakväxtart som beskrevs av Carl Ludwig von Blume. Dracontomelon costatum ingår i släktet Dracontomelon och familjen sumakväxter. Inga underarter finns listade i Catalogue of Life.